# Telmatobius verrucosus
Telmatobius verrucosus es una especie de anfibio anuro de la familia Telmatobiidae.

## Distribución geográfica
Esta especie es endémica de los Yungas del departamento de La Paz en Bolivia. Se encuentra entre los 3000 y 3600 m sobre el nivel del mar.

## Publicación original
- Werner, 1899: Beschreibung neuer Reptilien und Batrachier. Zoologischer Anzeiger, vol. 22, n.º 4, p. 479-484[4]